# عبارة مرور
عبارة المرور هي سلسلة من الكلمات أو النصوص التي تستخدم في التحكم في الوصول إلى نظام حاسوبي أو برنامج أو بيانات. عبارة المرور تشبه كلمة المرور في الاستخدام لكنها غالباً تكون أطول لإضفاء مزيداً من الأمان. تستخدم عبارات المرور في كثير من الأحيان للتحكم بكلاً من الوصول أو تشغيل برامج ونظم مشفرة خاصة تلك التي يتم إنتاج مفتاح تشفير لها من عبارة مرور. جاء اسم المصطلح  قياسا من مصطلح «كلمة مرور». والمفهوم الحديث لعبارات المرور يعتقد أنها من اختراع سيغموند بورتر في عام 1982.